# تنگناهراسی

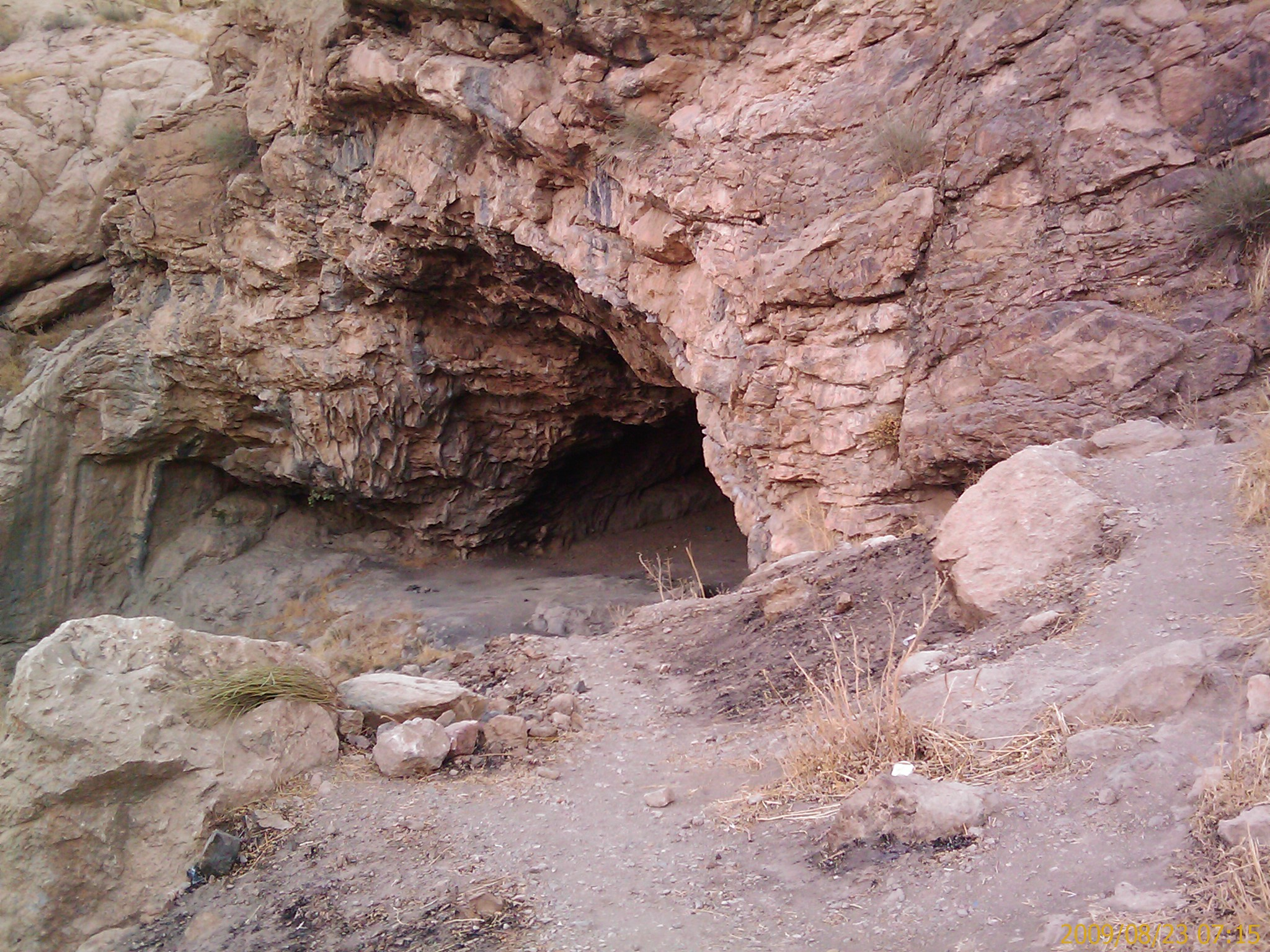
گیر کردن در حفره‌ای کوچک، به خاطر فرو ریختن یا پیدا کردن لانه حیوانی خطرناک به‌طور ناگهانی، می‌تواند باعث بروز تنگناهراسی بشود.

تنگناهراسی یا کلاستروفوبیا (به انگلیسی: Claustrophobia) به ترس از گیر کردن در یک مکان تنگ و راه گریز نداشتن در محیط‌های بسته مانند دستشویی و یا آسانسور گفته می‌شود.
تنگناهراسی شدید اغلب به عنوان یک اختلال اضطراب دیده می‌شود و می‌تواند به وحشت‌زدگی بینجامد.
بررسی‌ها نشان می‌دهد که ۵ تا ۷ درصد از مردم جهان دچار تنگناهراسی هستند ولی تنها درصد کمی از آن‌ها از درمان روانپزشکی برخوردار شده‌اند.

## تعریف

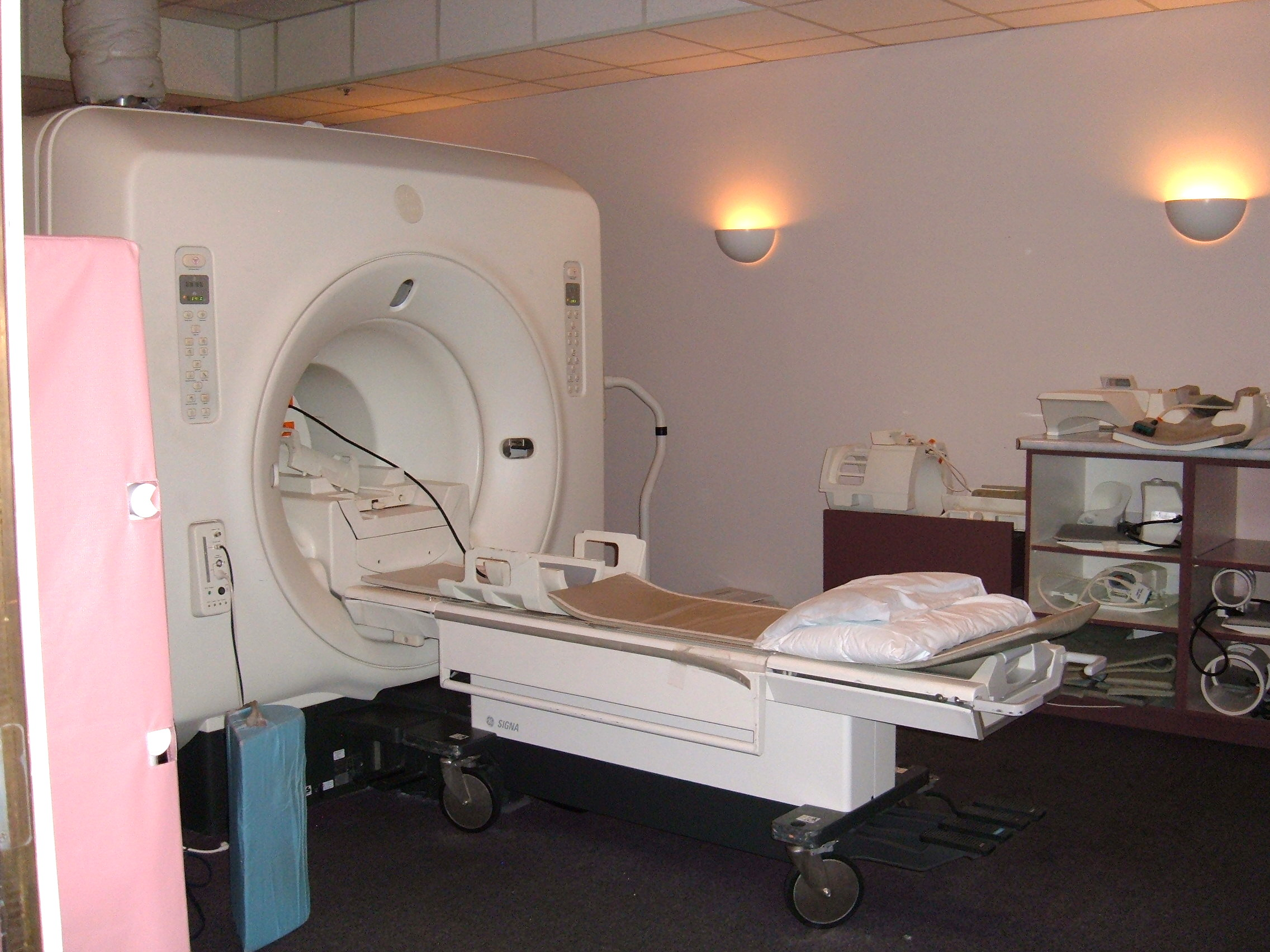
قرارگرفتن داخل دستگاه تصویربردای MRI می‌تواند علایم را شعله‌ور کند.

هراس شدید و بیمارگونه از احساس تنگنا و نداشتن راه فرار که معمولاً در محیط‌های بسته و شرایط خاصی مثل حضور در بین جمعیت‌های شلوغ و فشرده یا گیر افتادن در آسانسور ایجاد می‌شود.
اتاق‌های کوچک یا قفل‌شده، تونل، آسانسور، مترو، جمعیت‌های شلوغ هریک به تنهایی می‌تواند محرکی برای شروع علایم باشد. فردی که در مواجهه با یکی از این شرایط دچار بروز علایم می‌شود، معمولاً در مواجه با سایر شرایط نیز دچار این حالت می‌شود.

## نشانه‌شناسی

### علایم
1. احساس ترس شدید از گیر افتادن و محدودیت
2. ترس شدید از خفه شدن
3. تمایل شدید به رفتن به مکان‌های باز
4. اضطراب و نگرانی
5. احساس تنگی‌نفس

### نشانه‌ها
1. نفس‌نفس‌زدن (تاکی‌پنه)
2. تپش‌قلب (پالپیتیشن)
3. تعریق
4. ضعف

## سبب‌شناسی

### شروع‌کننده‌ها
شرایط زیر می‌تواند شروع‌کننده تنگناهراسی در کودکان یا بالغین باشد.
- گیر افتادن در یک اتاق بسته بدون هیچ راه فراری
- افتادن در آب برای کسی که شناکردن را بلد نیست.

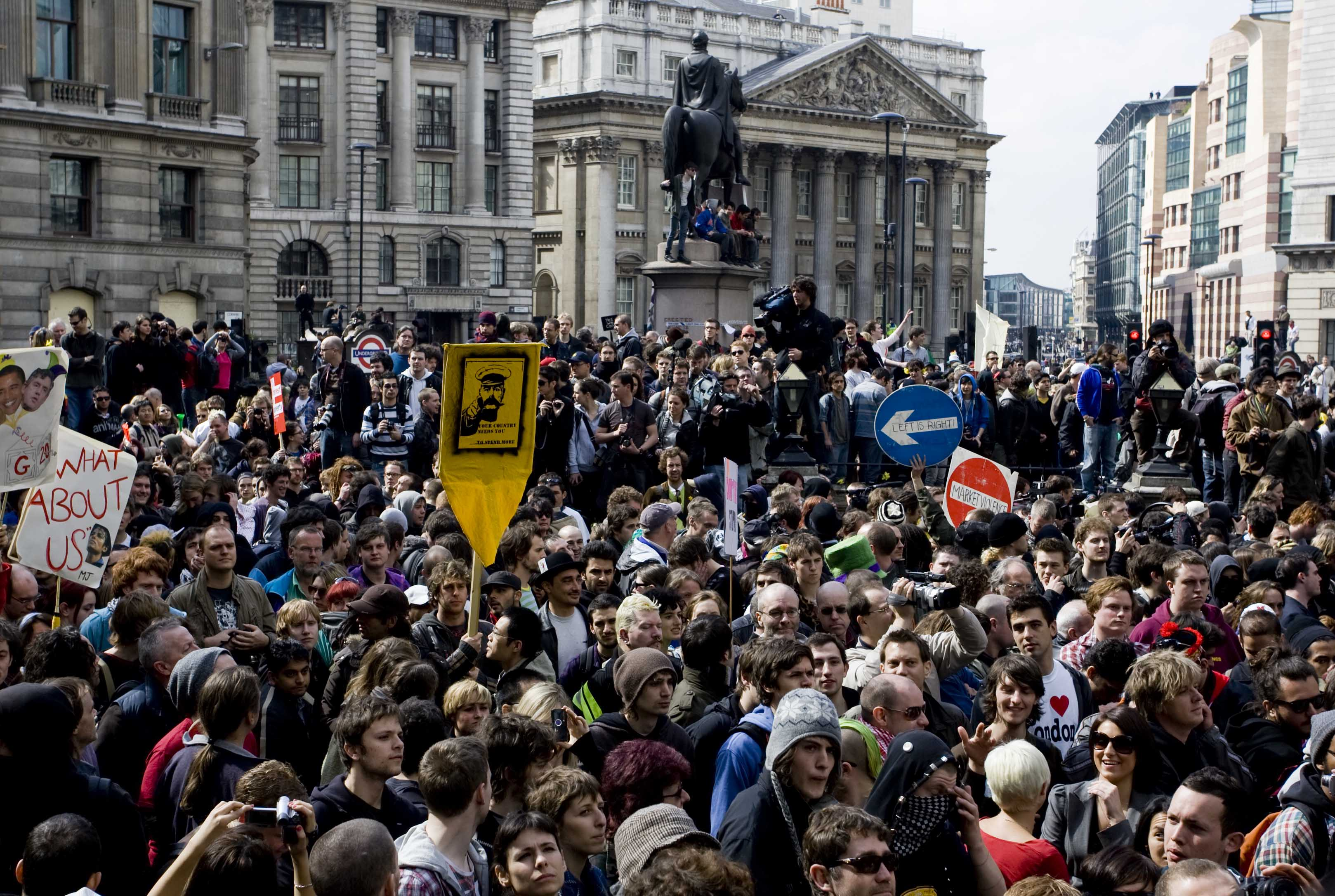
گیر افتادن در چنین جمعیتی می‌تواند شروع‌کننده تنگناهراسی در یک کودک باشد.

- گم‌شدن کودک در یک جمعیت خیلی شلوغ

### مکانها و شرایط محرک
- اتاق‌های کوچک
- اتاق قفل شده
- مترو
- آسانسور
- جمعیت شلوغ
- نشستن در یونیت دندانپزشکی
- اتاقک تصویربردادی MRI
- زندان

## افراد سرشناس مبتلا به این عارضه روانی

### شخصیت‌های داستانی مبتلا
برای درک بهتر از کلاستروفوبیا می‌توان به شخصیت‌های داستانی زیر که به نوعی درگیر با تنگناهراسی بوده‌اند اشاره کرد.
- استورم در مارول کمیک
- مایکل اسکافیلد در فرار از زندان
- بلا سوان در مجموعهٔ گرگ و میش
- کیم جون-وو در مجموعهٔ کره‌ای باغ مخفی
- رابرت لنگدان در رمان‌های رمز داوینچی، شیاطین و فرشتگان، نماد گمشده و دوزخ
- اختاپوس هشت‌پا در باب اسفنجی شلوارمکعبی
- تام در فیلم سینمایی ترسناک مکزیکی مورد عجیب روح کلاستروفوبیک

### برخی شخصیت‌های معروف مبتلا
- ترانه علیدوستی اعلام کرده که به این بیماری مبتلا می‌باشد و به همین خاطر نمی‌تواند از اتوبوس یا مترو استفاده کند.[۲][۳]

## درمان

### درمان فاز حاد
بیرون آوردن فرد از شرایط محرک بهترین درمان است. برای مثال بیرون آوردن از محل شلوغی و تراکم جمعیت. در فاز حاد تجمع در اطراف فرد تشدیدکننده علایم است.